# 2-Pentanol
2-Pentanol (auch sec-Amylalkohol genannt) ist eine organisch-chemische Verbindung aus der Gruppe der sekundären Alkohole.

## Vorkommen
Natürlich kommt 2-Pentanol in Bananen, Erdbeeren, Äpfeln (Malus domestica), Schwarzen Johannisbeeren (Ribes nigrum) und Gewürzvanille (Vanilla planifolia) vor. 

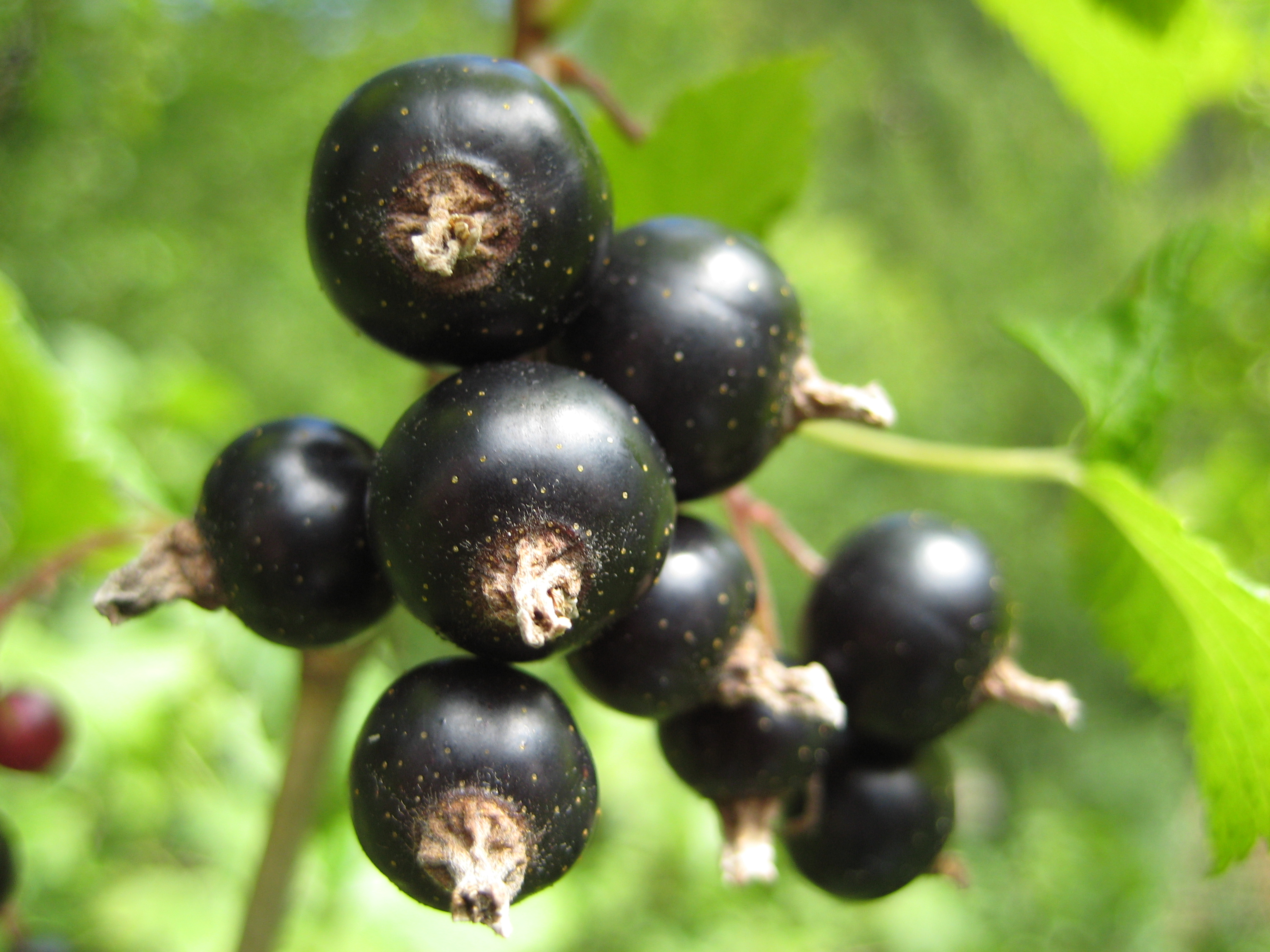
Schwarze Johannisbeeren
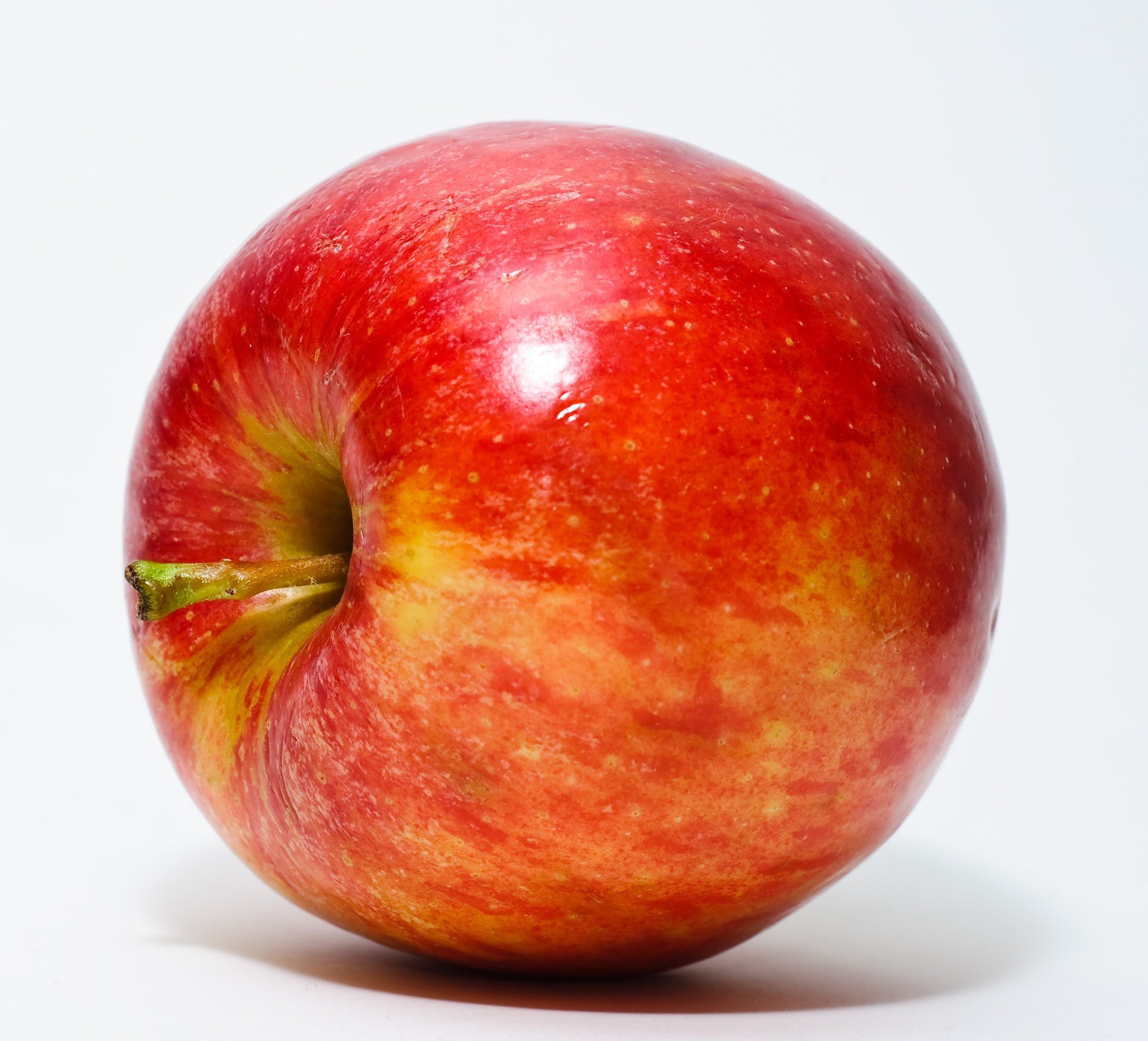
Apfel
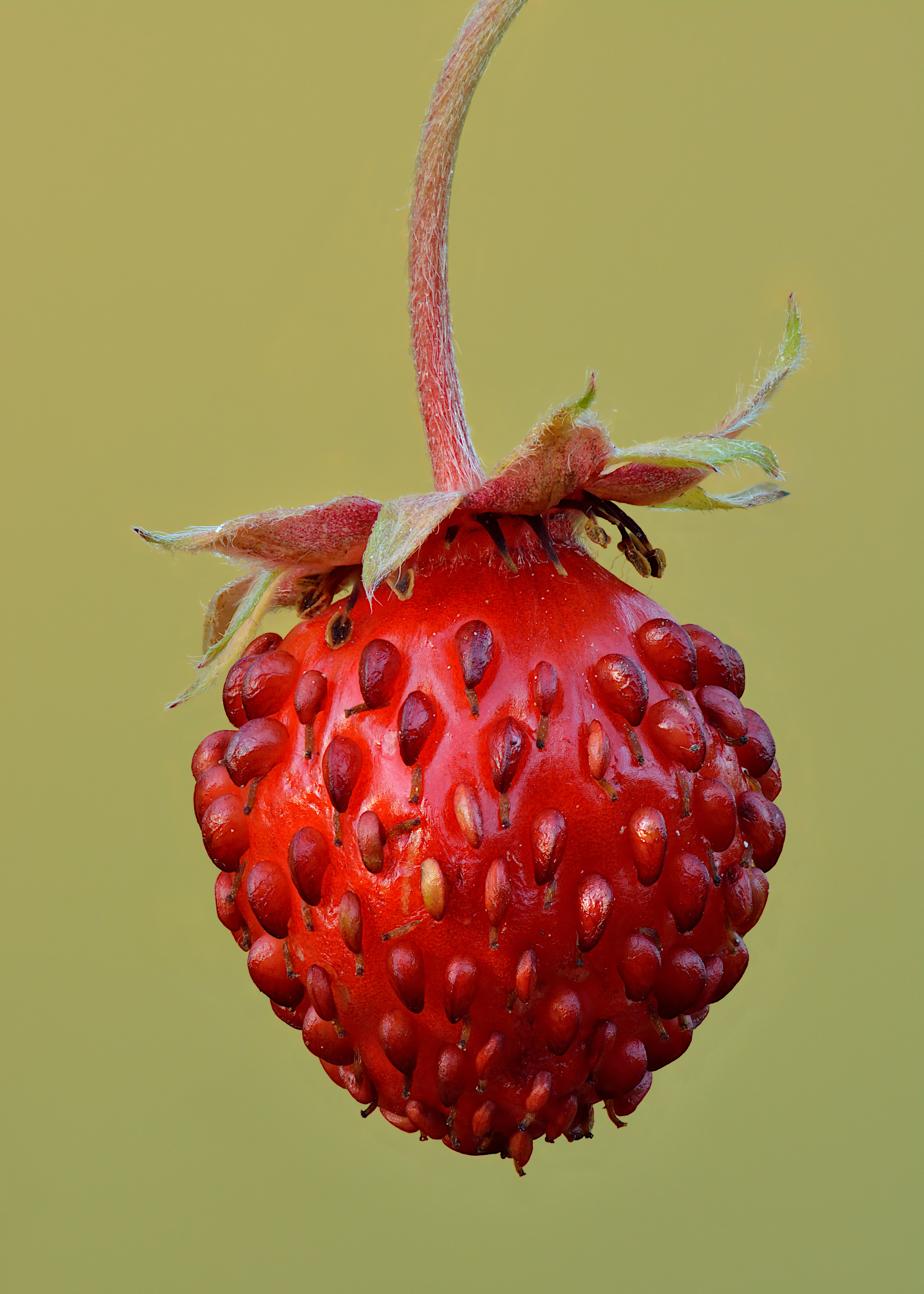
Erdbeere
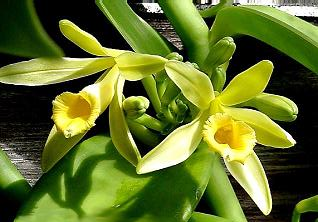
Gewürzvanille

Daneben findet sich der Alkohol in Lebensmitteln, wie Fleisch- oder Milchprodukten.

## Isomere
2-Pentanol ist eines der acht Strukturisomeren der Pentanole. 2-Pentanol kommt in zwei stereoisomeren Formen vor, dem (R)-2-Pentanol und (S)-2-Pentanol. Wenn in der wissenschaftlichen Literatur oder in diesem Artikel von „2-Pentanol“ ohne jeden weiteren Zusatz die Rede ist, meint man stets das Racemat, also (RS)-(±)-2-Pentanol, ein 1:1-Gemisch von (R)- und (S)-2-Pentanol.
| Isomere von 2-Pentanol |                       |                |
| Name                   | (S)-2-Pentanol        | (R)-2-Pentanol |
| Andere Namen           | (+)-2-Pentanol        | (–)-2-Pentanol |
| Strukturformel         |                       |                |
| CAS-Nummer             | 26184-62-3            | 31087-44-2     |
| CAS-Nummer             | 6032-29-7 (unspez.)   |                |
| EG-Nummer              | 607-880-0             | 622-562-1      |
| EG-Nummer              | 227-907-6 (unspez.)   |                |
| ECHA-Infocard          | 100.239.270           | 100.151.312    |
| ECHA-Infocard          | 100.025.370 (unspez.) |                |
| PubChem                | 2724896               | 7014876        |
| PubChem                | 22386 (unspez.)       |                |
| Wikidata               | Q20680358             | Q72499989      |
| Wikidata               | Q210479 (unspez.)     |                |

## Darstellung und Gewinnung
2-Pentanol kann durch die Hydrolyse von 2-Chlorpentan, die Hydratisierung von 2-Penten oder die Hydrierung von 2-Pentanon gewonnen werden.

## Eigenschaften

### Chemische Eigenschaften
Die Oxidation von 2-Pentanol liefert 2-Pentanon.

### Sicherheitstechnische Kenngrößen
2-Pentanol bildet leicht entzündliche Dampf-Luft-Gemische. Die Verbindung hat einen Flammpunkt bei 34 °C. Der Explosionsbereich liegt zwischen 1,2 Vol.‑% (44 g/m3) als untere Explosionsgrenze (UEG) und 10,5 Vol.‑% (385 g/m3) als obere Explosionsgrenze (OEG). Die Zündtemperatur beträgt 330 °C. Der Stoff fällt somit in die Temperaturklasse T2.

## Verwendung
2-Pentanol dient als Lösungsmittel für Farben und Lacke sowie für pharmazeutische und kosmetische Zwischenprodukte. Die reinen Enantiomeren werden als chirale Ausgangsstoffe in enantioselektiven Synthesen, wie z. B. der Synthese von ferroelektrischen Flüssigkristallen verwendet.